# شیر مادیان

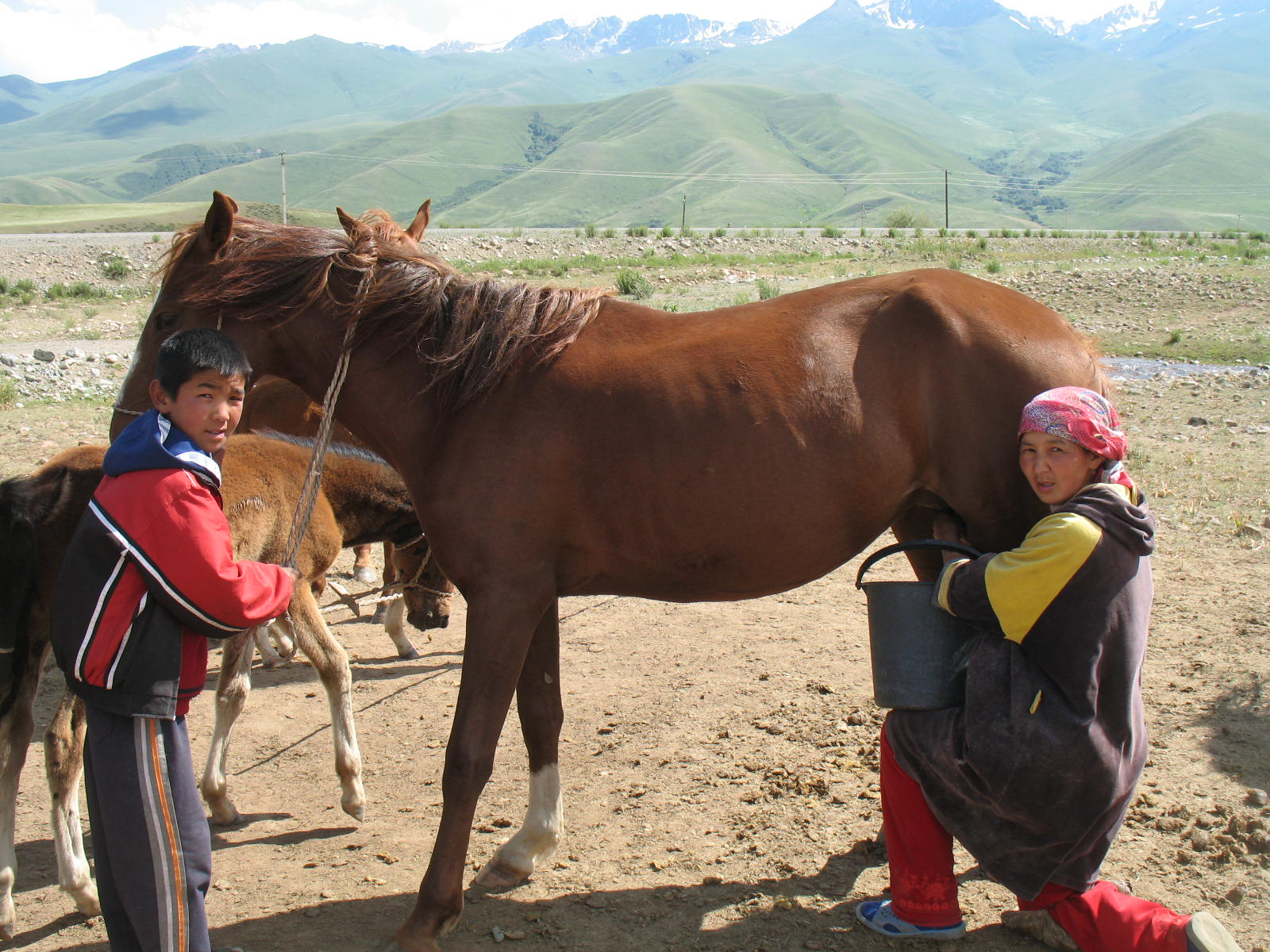
نوشیدن شیر مادیان در قزاقستان

شیر مادیان به شیری که مادیان‌ها تولید می‌کنند گفته می‌شود. این شیر حاوی پروتئین، اسیدهای چرب و ویتامین ث است. نوشیدنی کومیس به‌طور سنتی از شیر مادیان تولید می‌شود.
شیر مادیان خشک در چندین کشور اروپایی مانند آلمان، فرانسه و ایتالیا تولید می‌شود.